# Pathognomonique

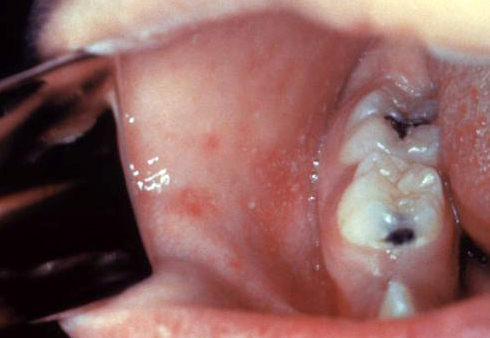
Le signe de Koplik est pathognomonique de la rougeole.

On dit d'un signe clinique ou d'un symptôme qu'il est pathognomonique (du grec παθογνωμονικό [σύμπτωμα]) lorsqu'il caractérise spécifiquement une maladie unique et permet donc, à lui seul, d'en établir le diagnostic certain lorsqu’il est présent. Cependant, pathognomonique ne veut pas dire systématique : l'absence d'un signe pathognomonique n'exclut pas la maladie.
Les signes pathognomoniques sont très rares, ce qui fait toute la difficulté du diagnostic médical. Le plus connu est le signe de Koplik, qui consiste en la présence de petites taches blanchâtres sur la muqueuse buccale en regard des molaires, qui surviennent quelques jours avant l'éruption de la rougeole.
La pathognomonie est l'étude des signes et des symptômes pathognomoniques.

## Aspects historiques
L'adjectif pathognomonique vient du grec πάθος (páthos), maladie, souffrance et γνώμη (gnốmê), esprit, jugement, certitude, tandis que γνώμων (gnômôn), signal indicateur, a donné le terme gnomon.
Les synonymes désuets de pathognomonique sont «univoque», «pathognostique», et «diacritique»,.
Historiquement, la «diacrise» était la phase critique d'une maladie, où l'apparition de signes cliniques « diacritiques » permettait de distinguer et diagnostiquer une maladie. Ce que l'on n'attend plus en médecine moderne, axée sur le diagnostic précoce.

## Exemples de signes pathognomoniques

### Cardiologie
- Le frottement péricardique à l'auscultation, pathognomonique de péricardite aiguë mais inconstant.
- Le roulement diastolique à l'auscultation est pathognomonique du rétrécissement mitral.

### Dermatologie
- L'érythème migrant est pathognomonique d'un début de maladie de Lyme par morsure de tique.
- Une anesthésie localisée au niveau d'une lésion cutanée est pathognomonique de la lèpre tuberculoïde.
- Les figures de Lichtenberg sont pathognomoniques des lésions cutanées de foudre.

### Infectiologie
- Le signe de Koplik est classiquement considéré comme pathognomonique de la rougeole, à connaitre pour un diagnostic pré-éruptif précoce de la rougeole[4], cependant quelques études récentes en contestent le bien fondé : ce signe pouvant se voir dans d'autres affections virales comme la rubéole, ou le parvovirus B19[5],[6].

### Neurologie
- Le signe de Babinski (élévation lente et majestueuse du gros orteil lors de la recherche du réflexe cutané plantaire) est pathognomonique d'une atteinte du faisceau pyramidal.
- Le signe de Lhermitte (sensation de décharge électrique le long du rachis et des membres provoquée par la flexion du cou) est pathognomonique d'un syndrome cordonal postérieur.

### Ophtalmologie
- L'instillation de fluorescéine (colorant) dans l'œil permet de détecter s'il y a perte de l'épithélium cornéen, lors d'un traumatisme par exemple, par l'apparition de tache jaune à l'endroit où l'épithélium est abîmé.